# Plateau van Caestert met hellingbossen en mergelgrotten.
Plateau van Caestert met hellingbossen en mergelgrotten. este o arie protejată (arie specială de conservare — SAC, sit de importanță comunitară — SCI, arie de protecție specială avifaunistică — SPA) din Belgia întinsă pe o suprafață de 132 ha, integral pe uscat.

## Localizare
Centrul sitului Plateau van Caestert met hellingbossen en mergelgrotten. este situat la coordonatele 50°48′50″N 5°41′00″E / 50.8139°N 5.6833°E.

## Înființare
Situl Plateau van Caestert met hellingbossen en mergelgrotten. a fost declarat arie de protecție specială avifaunistică în ianuarie 1900 pentru a proteja 5 specii de animale. Alte tipuri de protecție:
- sit de importanță comunitară (în mai 2002)
- arie specială de conservare (în aprilie 2014)[1][2][3]

## Biodiversitate
Situată în ecoregiunea atlantică, aria protejată conține 7 habitate naturale: Vegetație psamofilă uscată cu pășuni deschise de Corynephorus și Agrostis, Pajiști uscate seminaturale și facies de acoperire cu tufișuri pe substraturi calcaroase (Festuco-Brometalia) (* situri importante pentru orhidee), Formațiuni ierboase bogate în specii de Nardus, dezvoltate pe substraturi silicioase în zone montane (și în zone submontane, în Europa continentală), Fânețe de joasă altitudine (Alopecurus pratensis, Sanguisorba officinalis), Peșteri inaccesibile publicului, Păduri de fag din Europa Centrală dezvoltate pe sol calcaros cu Cephalanthero-Fagion, Păduri de stejar sau de stejar și carpen sub-atlantice și medio-europene de Carpinion betuli.
La baza desemnării sitului se află mai multe specii protejate de  mamifere (5): liliac cu urechi mari (Myotis bechsteinii), liliac de iaz (Myotis dasycneme), liliac cărămiziu (Myotis emarginatus), liliac comun (Myotis myotis), liliacul mare cu potcoavă (Rhinolophus ferrumequinum).
Pe lângă speciile protejate, pe teritoriul sitului au mai fost identificate 4 specii de păsări, 7 specii de mamifere.